# Макаров Денис Миколайович
Денис Миколайович Макаров (рос. Денис Николаевич Макаров; 8 березня 1983, м. Воскресенськ, СРСР) — російський хокеїст, захисник. Виступає за «Хімік» (Воскресенськ) у ВХЛ. Майстер спорту.
Вихованець хокейної школи «Хімік» (Воскресенськ), тренер — А. Черних. Виступав за «Хімік» (Воскресенськ), ТХК (Твер), «Кристал» (Електросталь), «Сєвєрсталь» (Череповець), «Лада» (Тольятті), «Спартак» (Москва), «Автомобіліст» (Єкатеринбург), «Буран» (Воронеж).
Освіта — вища. Закінчив Коломенський державний педагогічний університет.
Дружина — Вікторія. Доньки — Дар'я (2010 р.н.) і Марія (2012).